# Weyland-Mausnasenbeutler

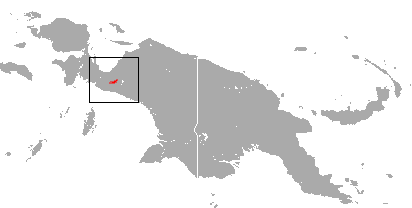
Das Verbreitungsgebiet des Weyland-Mausnasenbeutlers

Der Weyland-Mausnasenbeutler (Microperoryctes murina) ist eine Beuteltierart, die in der Weyland-Range im Westen der Provinz Papua in Neuguinea vorkommt.

## Merkmale
Der Weyland-Mausnasenbeutler erreicht eine Kopfrumpflänge von 15 bis 17,4 cm und hat einen 10,5 bis 11 cm langen Schwanz. Damit ist die Art eine der kleinsten Nasenbeutlerarten. Das Gewicht der Tiere wird auf 100 g geschätzt. Das Fell ist dunkel rauchgrau und ohne den dunklen Mittelstreifen auf dem Rücken, der eigentlich typisch für die Gattung ist. Der Schwanz ist einfarbig dunkel gefärbt und hat keine helle Spitze wie es alle anderen Arten der Gattung haben. Das Scotrum ist behaart und grauweiß.

## Lebensraum und Lebensweise
Die Tiere leben in der Weyland-Range im Westen der Provinz Papua in Neuguinea. Die einzigen drei bisher bekannten Exemplare wurden in einer Höhe von etwa 2500 Metern gefangen. Über das Verhalten, die Ernährung und die Fortpflanzung ist bisher nichts bekannt. Wie beim Arfak-Mausnasenbeutler (Microperoryctes aplini) erinnern Morphologie der Füße und das sehr weiche Fell an die Verhältnisse bei gleich großen, teilweise unterirdisch lebenden Kleinsäugern. Möglicherweise lebt der Weyland-Mausnasenbeutler wie eine Spitzmaus teilweise grabend unter der Erde und sucht dort auch seine vor allem aus Wirbellosen bestehende Nahrung.

## Gefährdung
Für die IUCN liegen nicht genug Daten vor, um einen Gefährdungsgrad für den Weyland-Mausnasenbeutler anzugeben. Da er nur von einem Fundgebiet bekannt ist, das seit 1931 nicht mehr von Wissenschaftlern untersucht wurde, und auch weitere Gebiete mit möglichen Vorkommen der Art nicht erforscht wurden, können keine Angaben zum Status der Tiere gemacht werden.